# P-box
In crittografia, una permutation box o P-box, nota anche come funzione di permutazione, è un metodo di mescolamento dei bit utilizzato per permutare o trasporre (scambiare i bit secondo uno schema distinto) i bit tra i vari ingressi delle S-box, le funzioni di sostituzione. Il metodo è utilizzato per ottenere diffusione durante la trasposizione.
Nei cifrari a blocchi le S-box e le P-box sono utilizzate per rendere difficile risalire alle relazioni tra il testo in chiaro ed il testo cifrato.